# Phoebe Snow
Phoebe Snow, pseudonimo di Phoebe Ann Laub (New York, 17 luglio 1950 – Edison, 26 aprile 2011), è stata una cantautrice e chitarrista statunitense.
Contralto con un'estensione vocale di quattro ottave, Snow pubblicò alcuni singoli di successo come Poetry Man (1974), Harpo's Blues (1974), e Gone at Last (1975), e prestò la sua voce a molti jingle pubblicitari nel corso degli anni ottanta e novanta. Quello di Snow è un repertorio che trascende vari generi tra cui jazz, blues, pop, funk, e gospel.

## Biografia

### Gioventù e formazione
Phoebe Ann Laub nacque a New York nel 1950 e crebbe in una famiglia di musicisti in cui si suonavano 24 ore su 24 il Delta blues, la musica di Broadway, il Dixieland, la musica classica e il folk. Suo padre, un disinfestatore di nome Merrill Laub, aveva una grande cultura di cinema e teatro americani, ed era un collezionista e restauratore di oggetti di antiquariato. La madre di Snow era invece Lili Laub era invece un'insegnante di danza ebrea che si era esibita con il corpo di ballo di Martha Graham.
Snow crebbe a Teaneck, e si diplomò alla Teaneck High School nel 1968. Successivamente frequentò lo Shimer College di Mount Carroll senza terminare gli studi. Quando era ancora una studentessa, suonava la sua chitarra acustica Martin 000-18 nei club del Greenwich Village. Il suo nome d'arte "Phoebe Snow" è tratto da un personaggio immaginario che compariva negli annunci della Delaware, Lackawanna and Western Railroad agli inizi del 1900.

### Carriera
Scritturata dalla Shelter, Phoebe Snow pubblicò il suo primo omonimo album nel 1974, che entrò nella Top Five di Billboard e contiene il singolo Poetry Man, che si inserì nella Billboard Hot 100. Phoebe Snow permise alla cantante di New York di ottenere una nomination nella categoria miglior artista esordiente in occasione dei Grammy del 1975.
Sempre nel 1975, Snow comparve sulla copertina della rivista Rolling Stone, registrò assieme a Paul Simon le tracce 50 Ways to Leave Your Lover e Gone at Last, e comparve per la prima volta al Saturday Night Live, al quale prese parte in altre occasioni esibendosi al fianco di Simon e Linda Ronstadt. 
A causa di controversie legali tra Snow e la Shelter, la cantautrice venne scritturata dalla Columbia. Il secondo album Second Childhood, più jazz e introspettivo dell'esordio, venne prodotto da Phil Ramone nel 1976, e valse a Snow il disco d'oro. Il successivo It Looks Like Snow del 1976 ha un sound più rock, e si avvale della produzione di David Rubinson. Nel 1977 seguì Never Letting Go, un'altra collaborazione con Ramone; l'anno seguente fu la volta di Against the Grain, prodotto da Ramone e Barry Beckett. Poco più tardi, a causa dei suoi doveri di genitrice nei confronti della figlia Valerie che compromettevano la sua carriera artistica, Snow decise di interrompere la sua collaborazione con la Columbia. Nel 1979, Snow fece numerosi concerti negli Stati Uniti e in Canada collaborando con il chitarrista e direttore musicale Arlen Roth. Nel 1979, Snow registrò una cover di Every Night di Paul McCartney che si piazzò alla posizione numero 37 delle classifiche britanniche.
Nel 1989, Snow si esibì presso l'Avery Fisher Hall di New York come parte del programma televisivo Our Common Future, che venne trasmesso per cinque ore in vari Paesi.
Nel 1990, Snow prese parte a una cover della canzone di Delaney & Bonnie Get Ourselves Together inserita nella compilation Rubáiyát: Elektra's 40th Anniversary e dove figura il chitarrista degli Earth Wind & Fire Dick Smith. Nel 1992, la cantante prese parte a una tournée con la New York Rock and Soul Revue di Donald Fagen e compare nei crediti dell'album della band registrato dal vivo al Beacon Theatre di New York. Nel corso degli anni novanta, lei venne ospitata al programma radiofonico di Howard Stern. L'artista nuovaiorchese cantò dal vivo in occasione di speciali e spettacoli di compleanno trasmessi in televisione. Alla fine dell'episodio Into That Good Night (1997) di Pappa e ciccia si sente un intervento a cappella della sigla cantato da Snow.
Tra gli anni ottanta e novanta, l'artista cantò una serie di jingle pubblicitari commissionategli da varie aziende, tra cui AT&T, General Foods International Coffees, Salon Selectives, Stouffer's, e Hampton Bay Ceiling Fans.

### Morte
Il 19 gennaio del 2010, Snow andò in coma in seguito a un'emorragia cerebrale. Dopo aver sofferto problemi del sangue, polmonite, e insufficienza cardiaca, l'artista morì il 26 aprile 2011 all'età di sessant'anni, e venne cremata.

## Vita privata
Tra il 1975 e il 1978, Snow si sposò con Phil Kearns (che in seguito si dichiarò apertamente gay). La cantante aveva una figlia di nome Valerie Rose, che soffriva di gravi problemi cerebrali. Snow decise di non affidarla ad alcun istituto, e si prese cura di lei fino alla sua morte, avvenuta nel 2007 all'età di trentuno anni. A causa delle difficoltà a mantenere la figlia, Snow rischiò di porre fine alla sua carriera musicale.
Snow risiedeva nella contea di Bergen, nel New Jersey, e nei suoi ultimi anni di vita abbracciò il buddismo.

## Discografia

### Album in studio
- 1974 – Phoebe Snow
- 1976 – Second Childhood
- 1976 – It Looks Like Snow
- 1977 – Never Letting Go
- 1978 – Against the Grain
- 1981 – Rock Away
- 1989 – Something Real
- 1995 – Good News in Hard Times (con le Sisters of Glory)
- 1998 – I Can't Complain
- 2003 – Natural Wonder

### Album dal vivo
- 1991 – The New York Rock and Soul Revue: Live at the Beacon (con i New York Rock and Soul Revue)
- 2008 – Live

### Singoli
- 1974 – Good Times (Let the Good Times Roll)
- 1974 – Poetry Man
- 1974 – Harpo's Blues
- 1975 – Gone at Last
- 1976 – Two-Fisted Love
- 1976 – All Over
- 1976 – Shakey Ground
- 1977 – Teach Me Tonight
- 1977 – Never Letting Go
- 1977 – Love Makes a Woman
- 1978 – In My Life
- 1978 – Every Night
- 1981 – Games
- 1981 – Mercy, Mercy, Mercy
- 1981 – Baby Please
- 1988 – Dreams I Dream (con Dave Mason)
- 1989 – If I Can Just Get Through the Night
- 1989 – Something Real

### Album compilation
- 1981 – The Best of Phoebe Snow
- 1995 – P.S.
- 2001 – The Very Best of Phoebe Snow
- 2012 – Playlist: The Very Best of Phoebe Snow